# Mana (Alta Garona)
Mana (francès Mane) és un municipi del departament francès de l'Alta Garona, a la regió d'Occitània.